# Jorge Ayala (futbolista)
Jorge Miguel Ayala Quintana (Cochabamba, 27 de noviembre de 1988), más conocido como Jorge Miguel Ayala es un futbolista boliviano. Juega como defensa.

## Trayectoria

### La Paz F. C.
Debutó profesionalmente en La Paz Fútbol Club, militando en el equipo azulgrana entre los años 2011 y 2012, en dónde fue ganándose la titularidad de su equipo.

### Aurora
En 2012 fue fichado por Aurora de su natal Cochabamba. Debutó en filas celestes el 16 de septiembre ante Petrolero con resultado adverso 0:3. Con el pasar de los partidos se convirtió en titular indiscutible y fue incluido en el 11 ideal de campeonato. Luego de sus buenas actuaciones su contrato con su equipo fue extendido por tres temporadas.
En 2013 sufrió una rotura de ligamentos.

### Wilstermann
En 2014 fue fichado por Wilstermann por dos temporadas.

### San José
A mediados de 2015 se hizo oficial su cesión a San José por dos temporadas. Jorge Ayala disputó su primer partido con la camiseta santa el 9 de agosto frente a Nacional Potosí, siendo el resultado final 1:0 en contra de su equipo. Su primer gol con la camiseta de la «V» Azulada fue 17 de diciembre ante el Bolívar, anotando el quinto gol en el 5:2 final. A la siguiente temporada convirtió su primer gol el 3 de abril de 2016 ante The Strongest en la décima jornada del Torneo Clausura 2016, anotando el 3-2 final para la victoria de su equipo. El 10 de abril le daría la victoria a su equipo, convirtiendo el 2:1 final ante el Bolívar con un golazo de mitad de cancha.

## Clubes
| Club                   | País    | Año         |
| ---------------------- | ------- | ----------- |
| La Paz FC              | Bolivia | 2011 - 2012 |
| Aurora                 | Bolivia | 2012 - 2014 |
| Jorge Wilstermann      | Bolivia | 2014 - 2015 |
| San José               | Bolivia | 2015 - 2016 |
| Jorge Wilstermann      | Bolivia | 2016 - 2017 |
| Universitario (USFX)   | Bolivia | 2018        |
| Destroyers             | Bolivia | 2019        |
| Atlético Palmaflor     | Bolivia | 2020        |
| Nueva Cliza            | Bolivia | 2021        |
| Gualberto Villarroel   | Bolivia | 2022        |
| CDT Real Oruro         | Bolivia | 2022        |
| Empresa Minera Huanuni | Bolivia | 2023        |

## Palmarés

### Títulos regionales
| Título            | Club                   | País    | Edición         |
| ----------------- | ---------------------- | ------- | --------------- |
| Primera "A" (AFO) | Empresa Minera Huanuni | Bolivia | Adecuación 2023 |

### Distinciones individuales
- Incluido por la revista Erbol en el XI ideal de la temporada 2013.